# Ai Cập thuộc La Mã
Tỉnh Ai Cập của La Mã (Tiếng La Tinh: Aegyptus, tiếng Hy Lạp cổ: Αἴγυπτος, đã Latinh hoá: Aigyptos  [ɛːɡyptos]) được thành lập vào năm 30 TCN sau khi Octavian (sau này là hoàng đế tương lai Augustus) đánh bại Mark Antony cùng người tình Cleopatra VII và sáp nhập vương quốc Ptolemaios của Ai Cập vào đế chế La Mã. Tỉnh này bao gồm phần lớn lãnh thổ Ai Cập ngày nay ngoại trừ bán đảo Sinai (sau này sẽ bị Trajan chinh phục). Tỉnh Aegyptus có biên giới giáp với tỉnh Creta et Cyrenaica ở phía Tây và giáp với Iudaea (sau này là Arabia Petraea) về phía Đông.
Tỉnh Aegyptus đã trở thành nơi cung cấp nguồn ngũ cốc quan trọng nhất cho đế quốc và có một nền kinh tế đô thị phát triển ở mức độ cao. Aegyptus là một trong số những tỉnh miền Đông giàu có nhất của La Mã. Ở Alexandria, thủ phủ của tỉnh này, nó có hải cảng lớn nhất và là thành phố lớn thứ hai của đế chế La Mã.

## Lịch sử
Tuy là một tỉnh của đế chế La Mã nhưng Ai Cập lại nằm dưới sự cai trị của một viên quan thái thú do Hoàng đế bổ nhiệm, thay vì một thống đốc xuất thân từ tầng lớp nguyên lão giống như các tỉnh La Mã khác. Viên quan thái thú này lại được lựa chọn từ tầng lớp Kỵ sĩ của đế chế. Vị thái thú đầu tiên của tỉnh Aegyptus, Gaius Cornelius Gallus, đã đặt vùng đất Thượng Ai Cập dưới sự cai trị của đế chế La Mã bằng vũ lực, và thiết lập nên một hệ thống phòng vệ đối với khu vực biên giới phía Nam, vốn đã bị triều đại Ptolemaios từ bỏ trước đó.
Viên thái thú thứ hai, Aelius Gallus, đã tiến hành một cuộc viễn chinh nhằm vào Arabia Petraea và cả Arabia Felix nhưng cuối cùng thì ông ta lại không thành công. Khu vực duyên hải Biển Đỏ của tỉnh Aegyptus chỉ bị người La Mã sáp nhập dưới triều đại của Claudius. Viên thái thú thứ ba, Gaius Petronius, đã cho khơi thông các kênh đào để phục vụ việc tưới tiêu, thúc đẩy sự phục hồi của nông nghiệp. Petronius thậm chí đã chỉ huy một chiến dịch chống lại vương quốc Kush ở Meroe, bởi vì nữ hoàng Imanarenat của họ trước kia đã từng tấn công tỉnh Ai Cập của La Mã. Tuy nhiên do không thể giành được một thắng lợi hoàn toàn, ông ta đã san phẳng thành phố Napata thành bình địa rồi rút lui về phía bắc.
Từ thời Nero trở đi, Aegyptus đã trải qua một kỷ nguyên thịnh vượng kéo dài suốt một thế kỷ. Tuy nhiên, sau khi Jerusalem bị tàn phá vào năm 70 SCN, Alexandria đã trở thành trung tâm chính về tôn giáo và văn hoá của người Do thái, điều này đã dẫn đến những cuộc xung đột về tôn giáo giữa người Hy Lạp và Do Thái trong thành phố. Dưới thời hoàng đế Traianus một cuộc khởi nghĩa của người Do Thái đã nổ ra, điều này đã khiến cho người Do Thái ở Alexandria bị đàn áp và mất tất cả các đặc quyền của họ, mặc dù sau đó họ sớm quay trở lại. Dưới triều đại của Hadrianus, hoàng đế đã hai lần ghé thăm Aegyptus và thành lập thành phố Antinooppolis để tưởng niệm người tình Antinous của ông. Từ triều đại của Hadrianus trở đi, những công trình xây dựng theo phong cách Hy Lạp-La Mã đã được dựng nên trên khắp tỉnh này.
Dưới triều đại của Marcus Aurelius, gánh nặng về thuế má đã khiến cho người dân Ai Cập bản địa đứng lên khởi nghĩa và khiến cho người La Mã phải mất vài năm để dập tắt. Cuộc chiến tranh đồng quê này đã được một người có tên là Isidorus lãnh đạo và nó đã gây ra thiệt hại lớn cho nền kinh tế cũng như đánh dấu sự suy giảm kinh tế bước đầu của Ai Cập. Avidius Cassius, vị tướng La mã chịu trách nhiệm đàn áp cuộc khởi nghĩa này, sau đó đã tự tuyên bố trở thành hoàng đế vào năm 175, và được các quân đoàn ở Syria và Aegyptus thừa nhận. Tuy nhiên, Avidius nhanh chóng bị lật đổ và sát hại chỉ sau ba tháng.
Năm 212, hoàng đế Caracalla (211-217) đã ra chiếu chỉ ban quyền công dân La Mã cho tất cả cư dân Ai Cập cũng như toàn bộ cư dân của đế chế, nhưng chủ yếu là để đánh thuế nhiều hơn.
Xuyên suốt thế kỷ thứ ba, hàng loạt các các cuộc nổi dậy, của cả quân đội và người dân, liên tiếp nổ ra. Năm 250, dưới triều đại Decius, các tín đồ Kitô giáo một lần nữa bị bức hại, nhưng tôn giáo của họ vẫn tiếp tục được truyền bá rộng rãi. Năm 260, viên thái thú của Aegyptus, Mussius Aemilianus, ban đầu đứng về phe Macriani chống lại hoàng đế Gallienus, rồi sau đó sang năm 261, chính bản thân ông ta cũng tự xưng đế nhưng rồi bị Gallienus đánh bại.
Nữ hoàng Zenobia của Palmyra đã đánh bại người La Mã và chinh phục Aegyptus vào năm 269, sau đó bà còn tuyên bố mình là Nữ hoàng Ai Cập. Vị nữ hoàng chiến binh này còn tuyên bố rằng Ai Cập chính là quê cha đất tổ của bà thông qua dòng dõi của Cleopatra VII. Không những vậy, bà còn được giáo dục và quen thuộc với văn hóa Ai Cập, tôn giáo và ngôn ngữ của nó. Tuy nhiên, hoàng đế La Mã Aurelianus đã đánh bại Zenobia và tái chiếm lại tỉnh Ai Cập vào năm 274.
Tiếp đó, vào năm 297, hai vị tướng Probus và Domitius Domitianus còn tiến hành một cuộc nổi loạn ở Aegyptus và tự xưng là hoàng đế. Phải đến năm sau, năm 298, thì hoàng đế Diocletianus mới chiếm lại được Alexandria từ tay Domitius và tiến hành tái tổ chức lại toàn tỉnh. Và đến năm 303, ông ta lại ban hành một sắc lệnh tiến hành các cuộc bức hại mới nhằm vào các tín đồ Kitô giáo. Tuy nhiên, đây cũng là nỗ lực cuối cùng nhằm để ngăn chặn sự phát triển vững chắc của Cơ đốc giáo ở Ai Cập.

## Chính quyền La Mã ở Ai Cập
Sau khi đế chế La Mã thế chỗ của triều đại Ptolemaios thống trị Ai Cập, họ đã thực hiện nhiều thay đổi. Bước đầu, ảnh hưởng từ cuộc chinh phục của người La Mã đã giúp củng cố vị trí của người Hy Lạp và nền văn hóa Hy Lạp chống lại ảnh hưởng của nền văn hóa Ai Cập. Một số chức vụ và tên gọi của chúng dưới triều đại Ptolemaios trước kia vẫn được giữ nguyên, một số thì được thay đổi, một số tên gọi sẽ vẫn còn được giữ nguyên nhưng chức năng và quyền hạn có thể đã thay đổi.
Người La Mã đã tiến hành nhiều thay đổi quan trọng trong hệ thống hành chính, nhằm đạt được mức độ hiệu quả cao và tối đa hoá nguồn thu từ thuế. Nhiệm vụ của viên quan thái thú tỉnh Aegyptus bao gồm chịu trách nhiệm về mặt quân sự thông qua việc chỉ huy các quân đoàn lê dương và các cohort cũng như chịu trách nhiệm về mặt tài chính và thu thuế, ngoài ra còn về cả luật pháp.

## Cơ Đốc giáo tại Ai Cập
Theo truyền thống, Cơ Đốc giáo bắt đầu được truyền sang Ai Cập ngay từ thập niên 40 của thế kỷ thứ nhất bởi Thánh sử Máccô. Nhà sử học Helmut Koester cho rằng các tín hữu Ai Cập ban đầu chịu ảnh hưởng mạnh từ thuyết ngộ đạo cho tới khi Thượng phụ Demetrius I thành Alexandria dẫn dắt đa số tín hữu đi theo giáo lý chính thống.
Tôn giáo cổ đại của Ai Cập gây ra ít cản trở cách đáng ngạc nhiên đối với sự truyền bá Cơ Đốc giáo. Có lẽ lịch sử lâu dài của tôn giáo cũ trong việc cộng tác với những người cai trị La Mã và Hy Lạp đã khiến các lãnh đạo tôn giáo này mất thẩm quyền. Bên cạnh đó, tôn giáo bản địa có thể đã bắt đầu mất sức hút giữa các tầng lớp thấp hơn khi gánh nặng sưu thuế và các buổi tế lễ do hoàng đế yêu cầu đã làm giảm sút chất lượng cuộc sống. Trong khi đó, với việc quan tâm tới sự khó nghèo và khiêm nhượng, Cơ Đốc giáo đã nhận ra cảm thức thiếu vắng trong dân chúng Ai Cập. Đến khoảng năm 200 thì Cơ Đốc giáo trở thành tôn giáo chính trên đất Ai Cập; thành phố Alexandria là một trong những trung tâm lớn của Cơ Đốc giáo và là nơi có Trường Giáo lý đầu tiên. Truyền thống đan tu cũng được khai sinh từ các sa mạc của Ai Cập.
Trong gần ba trăm năm, những người Cơ Đốc giáo nhiều lúc phải hành đạo một cách lén lút dưới sự cấm đoán của chính quyền La Mã. Một số hoàng đế như Nero ra lệnh bách hại giáo dân trong khắp đế quốc. Nhưng đợt Bách hại Lớn bắt đầu năm 303 dưới thời hoàng đế Diocletianus có lẽ là tàn khốc nhất. Ngày nay Giáo hội Copt ở Ai Cập còn lưu truyền nhiều câu chuyện tử đạo của đợt bách hại này.
Năm 313, Constantinus Đại đế, lúc ấy còn chưa thống nhất được đế quốc, đã hòa với kình địch của ông là Licinius để bãi bỏ sắc lệnh cấm đạo của Diocletianus và cho phép Cơ Đốc giáo được tồn tại hợp pháp trong lãnh thổ của ông.
Một xung đột lớn xảy ra khi Arius, một giáo sĩ tại Alexandria, giảng rằng Giê-su chỉ là một tạo vật của Thiên Chúa và không đồng bản thể (consubstantial) với Chúa Cha. Rất đông giáo sĩ và giáo dân trong đế quốc nghe theo thuyết của ông. Sợ có chia rẽ lớn trong giáo hội, Constantinus Đại đế mời các giám mục trong đế quốc dự Công đồng Nicaea, diễn ra năm 325. Số đông biểu quyết chống, Arius bị đày đi Illyria và sau đó ông sửa đổi thuyết của ông khác đi một chút. Thuyết của ông bị loại bỏ trong khắp đế quốc. Cơ Đốc giáo thoát được một cuộc chia rẽ lớn, mặc dù sau đó có hai hoàng đế La Mã là Constantinus II và Valens tin theo giáo thuyết Arian của ông.
Từ năm 331 đến năm 334, Constantinus Đại đế ra lệnh đóng cửa tất cả các đền thờ không thuộc tín ngưỡng Cơ Đốc giáo. Tình thế đảo ngược trong một thời gian ngắn: đời hoàng đế Julianus, hỗn danh Kẻ bội giáo (361-363), Cơ Đốc giáo lại bị cấm và giáo dân lại bị bách hại. Cuối cùng, vào năm 380 với Chiếu chỉ Thessalonica, Cơ Đốc giáo được hoàng đế Theodosius tuyên bố là quốc giáo. Cũng trong chiếu chỉ này, các tôn giáo khác bị coi là tà giáo và bị cấm. Có lẽ ít lâu sau thời điểm này, tín ngưỡng thờ các thần linh Ai Cập bị mất hẳn.

### Giáo hội Copt
Năm 451, hoàng đế Marcianus chủ trì Công đồng Chalcedon, quy tụ hơn 500 vị giám mục. Công đồng này đưa đến phân ly giữa các Giáo hội Chính thống giáo Cựu Đông phương với các Giáo hội Chính thống giáo Hy Lạp (tại Đông Âu và Cận Đông) và Công giáo Rôma (tại Tây Âu). Giáo hội Chính thống giáo Copt trở nên độc lập, nằm trong khối hiệp thông Chính thống giáo Cựu Đông phương cùng với các giáo hội khác tại Armenia, Syria và Ethiopia.
Các tín hữu theo hệ phái Copt không cầu xin ở các vị thánh điều gì, ngoại trừ việc chuyển cầu, nghĩa là làm trung gian cho lời cầu nguyện của họ. Các ngày lễ trọng trong năm là Truyền tin, Giáng sinh, Hiển linh, Thương khó, Phục sinh, Thăng thiên và Ngũ tuần. Mỗi năm họ ăn chay từ lúc mặt trời mọc đến lúc mặt trời lặn trong 210 ngày. Họ cầu nguyện cho sự thống nhất của tất cả các giáo hội Cơ Đốc giáo. Họ cầu nguyện cho sông Nil, cho đất nước Ai Cập, cho hòa bình trên thế giới và cho sự an vui của nhân loại. (Trích www.coptic.net)

## Kinh tế

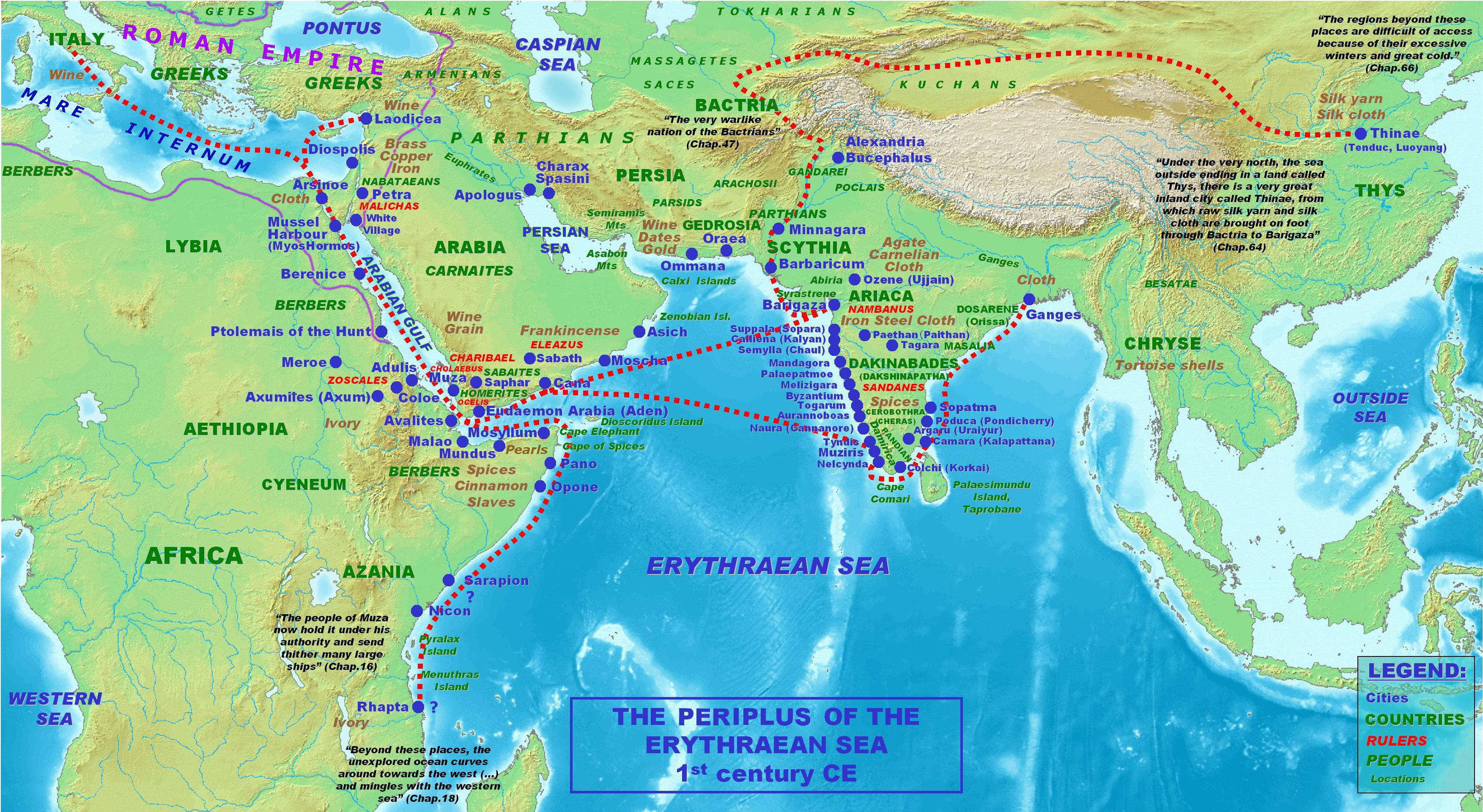
Sự buôn bán giữa La Mã và Ấn Độ bắt đầu từ đất Ai Cập theo sách Periplus of the Erythraean Sea, thế kỷ 1. Từ đó suy ra thuyền buôn La Mã đến Óc Eo cũng phải phát xuất từ Ai Cập.

Các tài nguyên kinh tế của Ai Cập vẫn không khác thời nhà Ptolemaios (323 TCN - 30 TCN) nhưng người La Mã đã mang đến một hệ thống thuế khóa phức tạp hơn nhiều. Những loại thuế nhỏ có nhiều đến chóng mặt. Ngũ cốc được chở xuôi dòng sông Nil xuống cung cấp cho cảng Alexandria và để xuất khẩu đi Rome. Mặc dù có rất nhiều vụ dân chúng kêu nài bị quan lại sở tại áp bức bắt đóng thuế nặng quá, nhưng không có chứng tích rõ rệt là giá thuế chính thức có quá cao hay không. Chính quyền La Mã vốn khuyến khích tư hữu hóa đất đai và phát triển các xí nghiệp tư nhân trong các ngành sản xuất, buôn bán, nên nếu thuế quá nặng thì các ngành nghề ấy không phát triển được. Những người nghèo hơn sống nhờ làm tá điền trên các đất thuộc sở hữu của nhà nước hoặc của tư nhân giàu có và họ sống tương đối chật vật vì tiền thuê đất khá nặng.
Nói chung, mức độ dùng tiền tệ và sự phức tạp của kinh tế, ngay ở cấp làng xã, cũng rất cao. Hàng hóa được vận chuyển, trao đổi bằng tiền đồng (thời này chưa có tiền giấy) trên quy mô lớn và, tại các thị trấn và các làng mạc lớn, những hoạt động kỹ nghệ và thương nghiệp phát triển sát theo căn bản nông nghiệp. Vị thống đốc thứ ba là Gaius Petronius (24 TCN - 20 TCN) đốc suất nạo vét các kênh đào từ lâu không được bảo trì, khiến nông nghiệp được chấn hưng trở lại. Khối lượng buôn bán, trong và ngoài lãnh thổ, đều đạt đến đỉnh cao vào thế kỷ 1 và 2. Nhưng đến cuối thế kỷ 3 thì có nhiều vấn đề hiển nhiên. Tiền của hoàng đế ấn hành bị mất giá, thêm quá nhiều thứ thuế làm kiệt quệ người tiêu thụ. Các hội đồng hành chính địa phương thì bất cẩn và ít hữu hiệu. Tình trạng đó đưa đến nhu cầu cải cách dưới thời các hoàng đế Diocletian và Constantine I.

## Văn minh
Năm 25 TCN, có nhà địa lý học Strabo ở Alexandria vẽ bản đồ thế giới. "Thế giới" đây bao gồm tất cả các vùng đất mà người Hy Lạp và La Mã thời ấy biết được.
Nhà bác học Heron, cũng người thành Alexandria, sống từ năm 75 CN đến năm 150 CN, đã cống hiến cho nhân loại một bộ bách khoa tự điển toán và vật lý, trong đó ông có nói về cách chế tạo khoảng 100 thứ máy móc hay đồ chơi: ống si-phông, máy mở cửa đền chạy bằng lửa đốt trên bàn thờ, đồng hồ nước, máy tháo hơi, máy nhấc đồ nặng, một loại máy hơi nước kiêm nhiệt kế thô sơ, v.v.
Nhà thiên văn và lượng giác học Claudius Ptolemaeus, hội viên Đại học Alexandria từ năm 125 đến 160 CN, đã vẽ một bản đồ sao gồm 1028 ngôi sao, và viết sách nói về các hành tinh. Ông cũng có viết sách về địa lý, quang học, âm nhạc, v.v.

## Giai đoạn cuối của Tỉnh Ai Cập thuộc La Mã (thế kỷ 4-6)

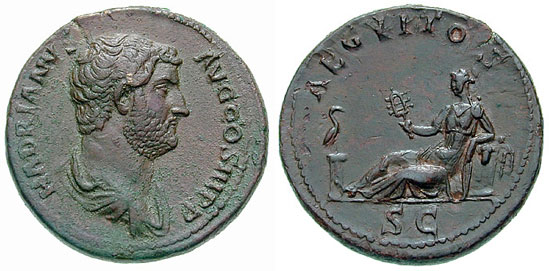
Đồng tiền đời hoàng đế Hadrian vinh danh tỉnh Aegyptus (Ai Cập), đúc vào khoảng năm 135. Trên đồng tiền có hình nữ thần 'Egypt' ngồi dựa trên ghế dài, cầm nhạc khí Sistrum của nữ thần Hathor, sau lưng có thúng mễ cốc, trước mặt có con cò lừa đứng trên trụ ở chân bà.

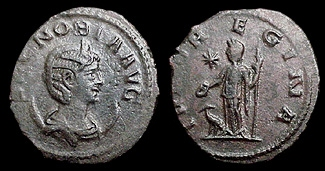
Đồng tiền của Zenobia in danh hiệu "nữ hoàng Ai Cập và danh hiệu" Augusta. Trên tiền thấy được nữ hoàng Zenobia đội vương miện, cầm vương trượng, có chim công đứng bên chân, và một ngôi sao sáng phía bên phải.

Năm 293, La Mã chuyển thể chế thành Tứ Đầu chế, tức có 4 lãnh tụ cai trị quốc gia. Thể chế này nhanh chóng đưa đến sự tranh quyền của các lãnh tụ. Từ năm 305 đến năm 311 La Mã vỡ thành 2, 3 rồi 4 thế lực đánh nhau. Sau 18 năm tranh chiến, Constantine Đại Đế thống nhất được đế quốc năm 323. Năm 330, ông thiên đô sang Byzantium và đổi tên thành phố này thành Constantinopolis. Năm 395, hậu duệ của ông là Theodosus chết, hai người con chia đôi đế quốc: Tây La Mã thủ đô ở Roma dùng tiếng Latin, Đông La Mã thủ đô ở Constantinople dùng tiếng Hy Lạp. Vua của hai bên đều giữ quốc hiệu là Roma, và đều xưng là Caesar. Ai Cập nằm trong địa phận của Đông La Mã.
Danh từ "Đế quốc Byzantine" là một danh từ được sử gia đời sau đặt ra, và không hề được dùng trong thời đế quốc này còn hiện hữu (330 - 1453). Ngay cả năm mà đế quốc Đông La Mã bắt đầu hiện hữu cũng không được các sử gia nhất trí: 306, 324, 330, 379, 395, v.v. Vì vậy bảo là Ai Cập thuộc La Mã từ 30 TCN đến 642 CN cũng được, mà ngăn thêm một thời kỳ Đông La Mã với một trong các năm 306, 324, 330, 379, 395, v.v. cũng có lý. Và các lý do đáng kể nhất của thời kỳ Đông La Mã là Ai Cập được cai trị bởi một chính quyền đồng ngôn ngữ (Hy Lạp) và đồng giáo phái (Chính thống giáo) - mặc dù giáo hội Ai Cập cũng ngày càng phát triển những sắc thái khác với Chính thống giáo ở thủ đô Constantinople.
Dân Ai Cập được khá yên ổn, ngoài những cuộc bách hại tín đồ Cơ Đốc giáo hoặc pagan giáo, cho đến thập niên 610. Năm 603, hoàng đế nhà Sassanid của Ba Tư là Khosrau II khởi binh tấn công Đông La Mã. Năm 608, quân Ba Tư đến được gần sát chân thành Constantinople, nhưng người Đông La Mã giữ vững được thủ đô. Một viên tướng trẻ, tên là Heraclius, vâng lệnh cha từ Bắc Phi về cứu nước, đã lên ngôi hoàng đế ở Constantinople năm 610, và dần dần khôi phục được nhiều đất đai. Nhưng năm 614, quân Ba Tư lại chiếm được thành Jerusalem. Năm 619, họ chiếm Alexandria, và đến năm 621 thì chiếm được toàn cõi Ai Cập. Năm 626, quân Ba Tư của Khosrau II họp với quân xứ Avars ở Đông Âu bao vây thủ đô Constantinople rất ngặt. Lúc ấy lãnh thổ Đông La Mã chỉ còn lại thành phố Constantinople đang sắp mất. Phía Âu Châu phần lớn đất đai đã bị người Avars lấy mất, phía Á Châu và Ai Cập thì trong tay Ba Tư. Nhờ có quân Khazars và Bulgaria đánh giúp, Heraclius đã phá được vòng vây và dần dần phục hồi được lãnh thổ. Năm 628, Heraclius phản công sâu vào trọng địa của Ba Tư, gần chiếm được thủ đô Ba Tư là Ctesiphon. Thấy Ba Tư đã hỗn loạn, Heraclius không đánh thêm mà lo quay về thâu hồi Ai Cập và ổn định các vùng mới tái chiếm. Năm 629 Heraclius chiếm lại được đất Ai Cập. Kể ra, từ 621 đến 629, Ai Cập bị nội thuộc Ba Tư 9 năm. Lúc ấy quốc giáo của Ba Tư là Hỏa giáo và đa số cư dân Ai Cập theo Cơ Đốc giáo, nên có lẽ những năm thuộc Ba Tư dân chúng đất Ai Cập cũng phải chịu một sức ép về mặt này. Sử ghi rằng, lúc chiếm Jerusalem, quân Ba Tư đã tàn sát phần lớn tín đồ Cơ Đốc giáo trong thành.
Trở về với Đông La Mã, người Cơ Đốc giáo Ai Cập lại bị một sức ép từ sự khác biệt giáo thuyết với giáo hội nhà nước Đông La Mã, đến mức bị bách hại vì sự khác biệt này. Trong khi đó, một cường quốc mới đang hưng khởi ở bán đảo Ả Rập kề bên: quốc gia của người Muslim (Hồi giáo). Năm 636, quân Ả Rập đánh bại quân chủ lực của hoàng đế Heraclius tại trận Yarmuk, gần biên giới Do Thái - Syria ngày nay, khiến Đông La Mã phải bỏ cả vùng Do Thái, Palestine, Syria và Jordania, và không còn đưa quân đến Ai Cập bằng đường bộ được nữa. Tháng 12 năm 639, tướng Ả Rập là Amr Ibn Al-Aas đem 4000 (bốn nghìn) quân vào Ai Cập. Người Ai Cập không ủng hộ mấy quân Đông La Mã, nên họ phải rút vào cố thủ trong các thành trì. Người Ả Rập tăng cường viện binh, và năm 641 thì họ chiếm được Alexandria, và được phần đông người Ai Cập đón tiếp nồng nhiệt. Năm 642 người Ả Rập kiểm soát toàn cõi Ai Cập. Hạm đội Đông La Mã tái chiếm Alexandria năm 645, nhưng họ thua trận năm 646 và lần này thì mất luôn thành phố nguy nga này.